# Massacre do Charlie Hebdo
Massacre do Charlie Hebdo foi um atentado terrorista que atingiu o jornal satírico francês Charlie Hebdo em 7 de janeiro de 2015, em Paris, resultando em doze pessoas mortas e cinco feridas gravemente.
O ataque foi perpetrado pelos irmãos Saïd e Chérif Kouachi, vestidos de preto e armados com fuzis Kalashnikov, na sede do semanário no 11.º arrondissement de Paris, supostamente como forma de protesto contra a edição Charia Hebdo, que ocasionou polêmica no mundo islâmico e foi recebida como um insulto pelos muçulmanos. Mataram 12 pessoas, incluindo uma parte da equipe do Charlie Hebdo e dois agentes da polícia nacional francesa, ferindo durante o tiroteio outras 11 pessoas que estavam próximas ao local.
No mesmo dia, outro francês muçulmano, Amedy Coulibaly, ligado aos atacantes do jornal (ele conhecia bem Chérif Kouachi), matou a tiros uma policial em Montrouge, na periferia de Paris, e no dia seguinte invadiu um supermercado kasher perto de Porte de Vincennes, fazendo reféns, sendo quatro dos quais mortos por ele. Este novo ataque terminou após a invasão do estabelecimento pela polícia francesa.
No dia 11 de janeiro, após as ações e a morte de Coulibaly, um vídeo é publicado na Youtube para reivindicar os atos: A. Coulibaly confirma a sua responsabilidade no ataque a Montrouge; ele também se afirma como membro do Estado Islâmico do Iraque e do Levante.
No total, durante os eventos entre 7 a 9 de janeiro, ocorreram 17 mortes em atentados terroristas na região de Île-de-France, em Paris. Centenas de pessoas e personalidades manifestaram seu repúdio aos ataques orquestrados contra o jornal. O presidente da França, François Hollande, decretou luto nacional no país no dia seguinte ao atentado.
Ainda no dia 11 de janeiro, cerca de três milhões de pessoas em toda a França, incluindo mais de 40 líderes mundiais, fizeram uma grande manifestação para homenagear as 17 vítimas dos três dias de terror. A frase "Je suis Charlie" (francês para "Eu sou Charlie") transformou-se em um sinal comum, em todo o mundo, para prestar solidariedade contra os ataques e para a liberdade de expressão.

## Antecedentes

### Sátiras doCharlie Hebdo
Charlie Hebdo é um jornal semanal satírico francês, com caricaturas, piadas mas também artigos de fundo. Com um tom irreverente e estridente, a publicação é fortemente antirreligiosa e de esquerda, sendo que costuma publicar artigos sobre extrema-direita, catolicismo, islamismo, judaísmo, política e cultura. O jornal foi publicado pela primeira vez de 1969 a 1981. Ele foi recriado em 1992.
A publicação, que tem um histórico de polêmicas, foi alvo de um processo judicial sem sucesso aberto por entidades islâmicas em 2006 por conta de charges do Jyllands-Posten sobre Maomé. A capa de uma edição de 2011, apelidada de Charia Hebdo, mostrava uma caricatura do profeta islâmico Maomé. O escritório do jornal, na época no 20.º arrondissement, foi alvo de uma explosão causada por uma bomba e seu site foi hackeado.

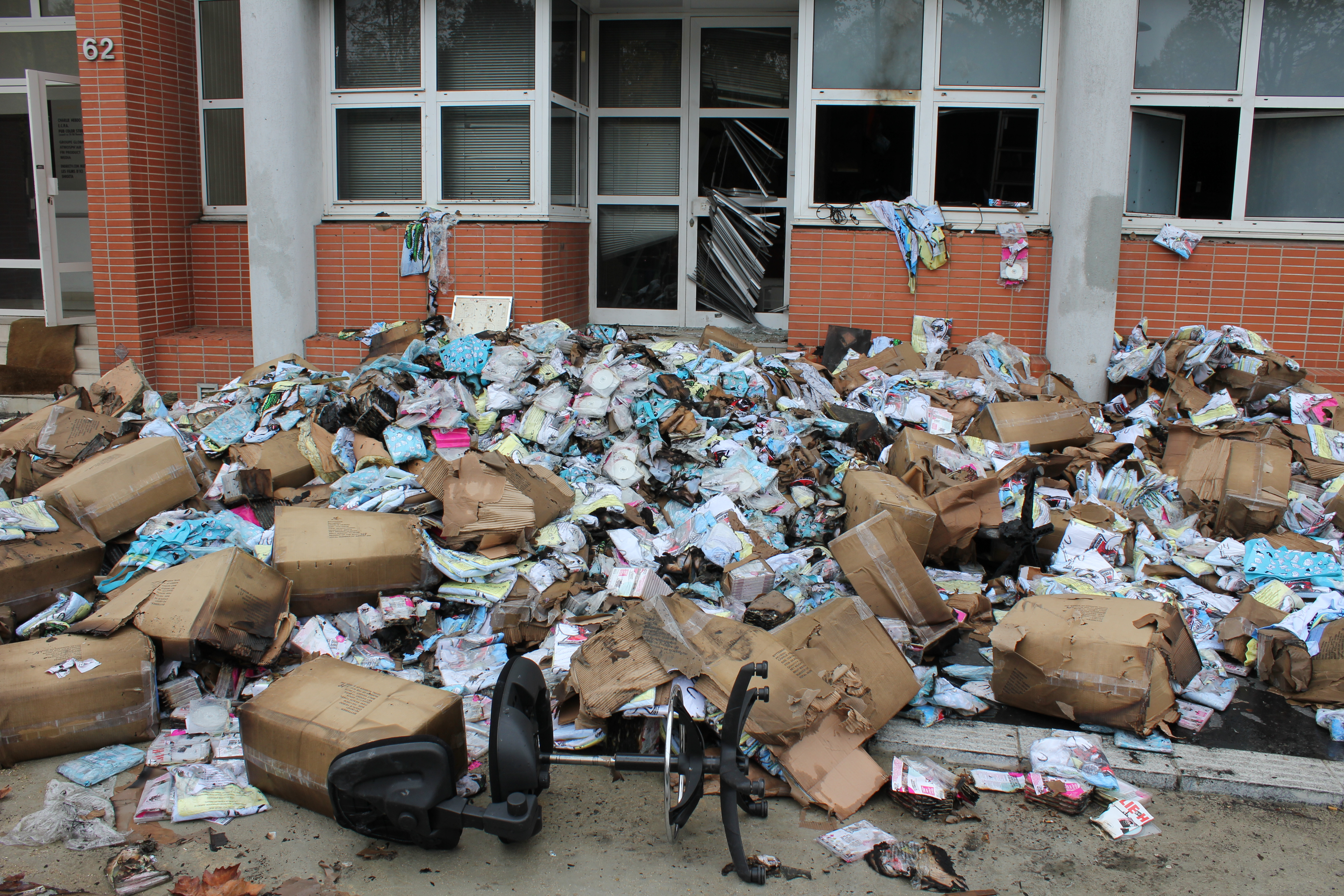
A antiga sede do Charlie Hebdo foi alvo de um incêndio criminoso em 2011.

Em 2012, o jornal publicou uma série de caricaturas de Maomé, incluindo caricaturas de nudez; isto veio dias depois de uma série de ataques contra as embaixadas dos Estados Unidos no Oriente Médio, supostamente em resposta ao filme anti-islâmico Innocence of Muslims, o que levou o governo francês a fechar embaixadas, consulados, centros culturais e escolas internacionais em cerca de 20 países de maioria muçulmana. A polícia passou a patrulhar a redação do jornal para protegê-la contra possíveis ataques.
O cartunista Charb foi o editor-chefe de 2009 até sua morte no massacre de 2015. Em 2013, ele foi adicionado na lista dos mais procurados pela Al-Qaeda, juntamente com três funcionários do Jyllands-Posten: Kurt Westergaard, Carsten Juste e Flemming Rose.
No dia do ataque, a capa do Charlie Hebdo mostrava uma caricatura de Michel Houellebecq, cujo mais recente livro, SOUMISSION, é um romance que retrata a França em 2022, quando um homem muçulmano é eleito presidente do país. Um dos desenhos de Charb, na mesma edição, era intitulado "Ainda nenhum ataque terrorista na França", mostra um jihadista armado dizendo "Espere … podemos enviar os nossos melhores desejos para o Ano Novo até o final do mês de janeiro" e uma outra caricatura de Honoré foi publicada no Facebook poucos minutos antes do ataque com este texto: "Desejos do Ano Novo: Al-Baghdadi também. E sobretudo a saúde".

### Secularismo e blasfêmia
Na França, a lei da blasfêmia deixou de existir com a emancipação progressiva entre o Estado e a Igreja Católica a partir da Revolução Francesa. Na França, o princípio de laïcité — a separação da igreja e do estado — foi consagrado na legislação francesa em 1905, e em 1945 passou a fazer parte da Constituição. De acordo com seus termos, o governo e todas as administrações e serviços públicos devem ser cegos quanto à religião e seus representantes devem abster-se de mostrar qualquer sinal público de sua religião, mas os cidadãos e organizações privadas são livres para praticar e expressar a religião de sua escolha onde e como desejarem (embora a discriminação com base na religião seja proibida).
Nos últimos anos, tem havido uma tendência para uma interpretação mais rigorosa do secularismo, que também proíbe os usuários de serviços públicos de expressar sua religião em público (por exemplo, uma lei de 2004 que proíbe alunos de escolas de usar símbolos religiosos considerados explícitos) ou até mesmo de cidadãos de expressar sua religião em público mesmo fora da administração e dos serviços públicos (por exemplo, um projeto de lei de 2015 que proíbe o uso de símbolos religiosos por funcionários de creches privadas). Esta interpretação restritiva não é apoiada pelas leis iniciais sobre o secularismo e é contestada pelos representantes de todas as principais religiões.
Autores, humoristas, cartunistas e indivíduos têm o direito de satirizar pessoas, atores públicos e religiões, um direito que é equilibrado pelas leis de difamação. Esses direitos e mecanismos legais foram projetados para proteger a liberdade de expressão dos poderes locais, entre os quais estava a então poderosa Igreja Católica na França.
Embora as imagens de Maomé não sejam explicitamente proibidas pelo próprio Alcorão, pontos de vista islâmicos proeminentes há muito se opõem às imagens humanas, especialmente às de profetas. Essas opiniões ganharam terreno entre os grupos islâmicos militantes. Assim, alguns muçulmanos consideram que a sátira do Islã, dos representantes religiosos e, acima de tudo, dos profetas islâmicos é uma blasfêmia no Islã punível com a morte. Esse sentimento foi mais conhecido no assassinato do controverso cineasta neerlandês Theo van Gogh. De acordo com a BBC, a França viu "o aparente desejo de alguns filhos ou netos mais jovens, frequentemente insatisfeitos, de famílias de imigrantes de não se conformarem com o estilo de vida liberal ocidental — incluindo tradições de tolerância religiosa e liberdade de expressão". O estudioso salafista Muhammad Al-Munajjid indica que o conceito islâmico de Gheerah (ciúme protetor) exige que os muçulmanos protejam Maomé da blasfêmia.

## Massacre
Em 7 de janeiro de 2015, cerca de 11h30min no horário local (10h30min UTC), dois homens vestidos de preto e mascarados, armados com fuzis Kalashnikov, uma espingarda e um lança-granadas-foguete invadiram a sede do Charlie Hebdo em Paris. Eles abriram fogo com armas automáticas enquanto gritavam "Allahu Akbar", como registrado em um vídeo. Eles mataram 12 pessoas e feriram outras 11 pessoas. Dois dos mortos eram policiais.

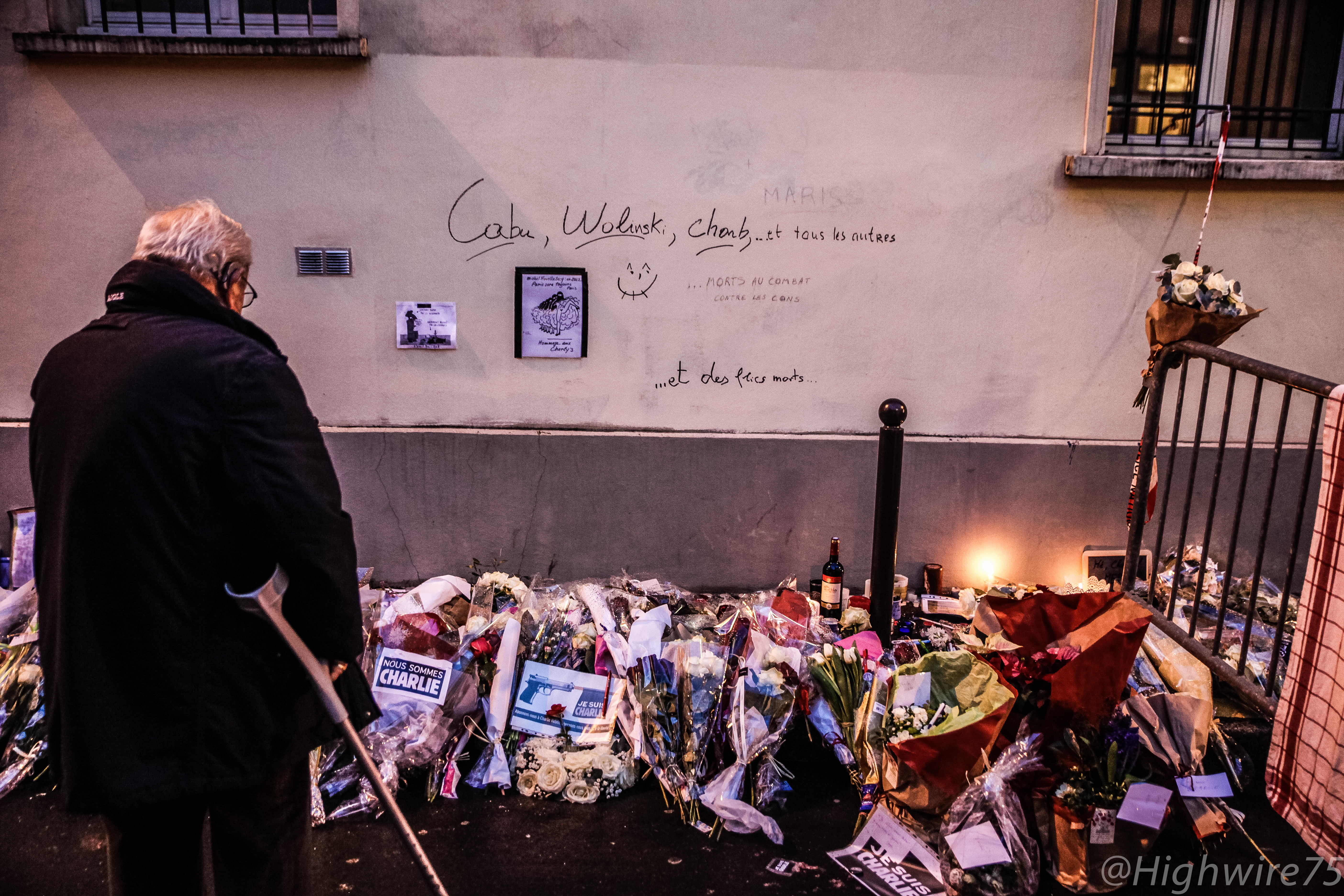
Homenagens aos cartunistas mortos em frente à sede do Charlie Hebdo na rua Nicolas-Appert.

Antes do tiroteio, os atiradores invadiram o número 6 da rua Nicolas-Appert, onde ficavam os arquivos do jornal. Os pistoleiros supostamente gritaram: "É aqui o Charlie Hebdo?", antes de perceberem que estavam no endereço errado e fugirem. Eles foram para a sede da revista, no número 10 da rua Nicolas-Appert.
A cartunista Corinne Rey relatou que dois homens armados e encapuzados, que falavam um francês perfeito, ameaçaram a vida de sua filha a quem ela havia pego na creche e forçaram-na a digitar o código para abrir a porta do edifício. Os homens foram para um escritório no segundo andar, onde os funcionários estavam em uma reunião editorial com cerca de 15 membros presentes. O tiroteio durou de cinco a dez minutos. Testemunhas relataram que os atiradores procuravam os membros da equipe pelo nome antes de executá-los com tiros na cabeça. Outras testemunhas relataram que os atiradores se identificaram como pertencentes à Al-Qaeda no Iêmen.
Jornalista Sigolène Vinson relatou que um dos atiradores apontou a arma para ela, mas pouparam-na. "Eu não vou matar você, porque você é uma mulher e não matamos mulheres, mas você tem que se converter ao islamismo, ler o Alcorão e usar o véu", disse a ela. Vinson afirmou que ele então saiu gritando "Allahu akbar! Allahu akbar!".

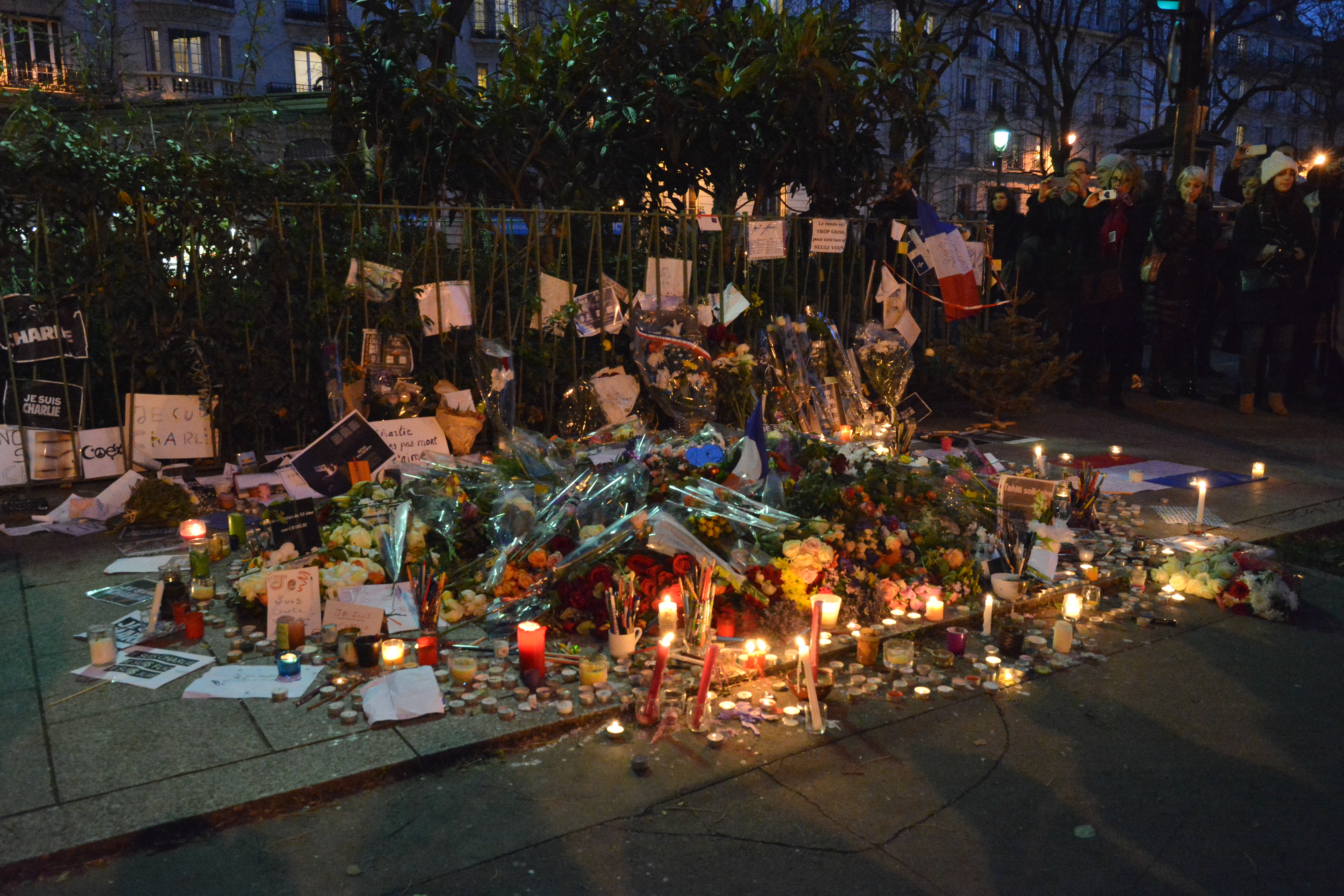
Homenagem ao policial Ahmed Merabet, morto na calçada por um dos terroristas.

Um vídeo autêntico publicado na internet mostra os dois homens armados e um policial ferido e caído em uma calçada perto da esquina, 180 metros a leste da cena do crime principal, depois de uma troca de tiros. Um dos pistoleiros corre em direção ao policial, gritando em francês: "Você quer me matar?" Quando o policial responde: "Não, está tudo bem, chefe", levantando a mão para o atirador, que simplesmente atira na cabeça do policial, à queima-roupa. O policial morto pelos terroristas islâmicos chamava-se Ahmed Merabet e também era de ascendência árabe e muçulmano.
Os atiradores então saíram gritando: "Vingamos o profeta Maomé. Matamos Charlie Hebdo!" Os terroristas fugiram em um carro e dirigiram até à estação Porte de Pantin do metrô de Paris, onde roubaram outro carro ao forçar o motorista a sair do veículo. Enquanto fugiam, eles atropelaram um pedestre e atiraram contra policiais.

### Motivos
O ódio extremo pelas caricaturas do Charlie Hebdo, que fizeram piadas sobre líderes islâmicos, inclusive Maomé, é percebido como a principal razão para este massacre. O ex-vice-diretor do CIA, Michael J. Morell, propôs que a motivação dos atacantes era "absolutamente clara: tentar fechar uma organização de mídia que satirizava o profeta Maomé".
Em 7 de janeiro, o último tweet do Charlie Hebdo mostrava uma caricatura do líder do grupo jihadista Estado Islâmico do Iraque e do Levante, Abu Bakr al-Baghdadi. No cartoon sarcástico oferece os melhores desejos a Al-Baghdadi, para os quais ele responde: "e, especialmente, uma boa saúde." O cartoon é assinado "HONORE", visto que foi desenhado por Philippe Honoré, que morreu no ataque mais tarde naquele dia. Foi seu último tweet antes da ocorrência do massacre.

### Vítimas
Das doze vítimas, 11 morreram dentro da sede do editorial e uma do lado de fora. Dois eram agentes policiais responsáveis pela segurança do prédio em virtude das ameaças que o editorial vinha recebendo de extremistas. O policial Franck Brinsolaro foi morto dentro do prédio, e o policial Ahmed Merabet, do lado de fora. Das outras 10 vítimas, 8 eram membros da equipe editorial do jornal. Eram estes 8, os cartunistas Charb, Cabu, Tignous, Honoré e Georges Wolinski, o economista Bernard Maris, a colunista e psicanalista Elsa Cayat e o corrector Mustapha Ourrad. Os outros dois eram o editor Michel Renaud convidado por Cabu e Frédéric Boisseau, empregado da Sodexo que trabalhava no local.

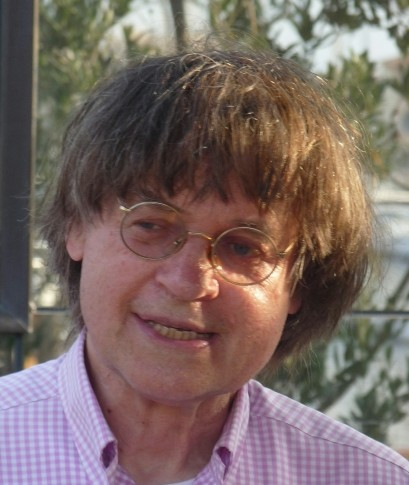
Cabu
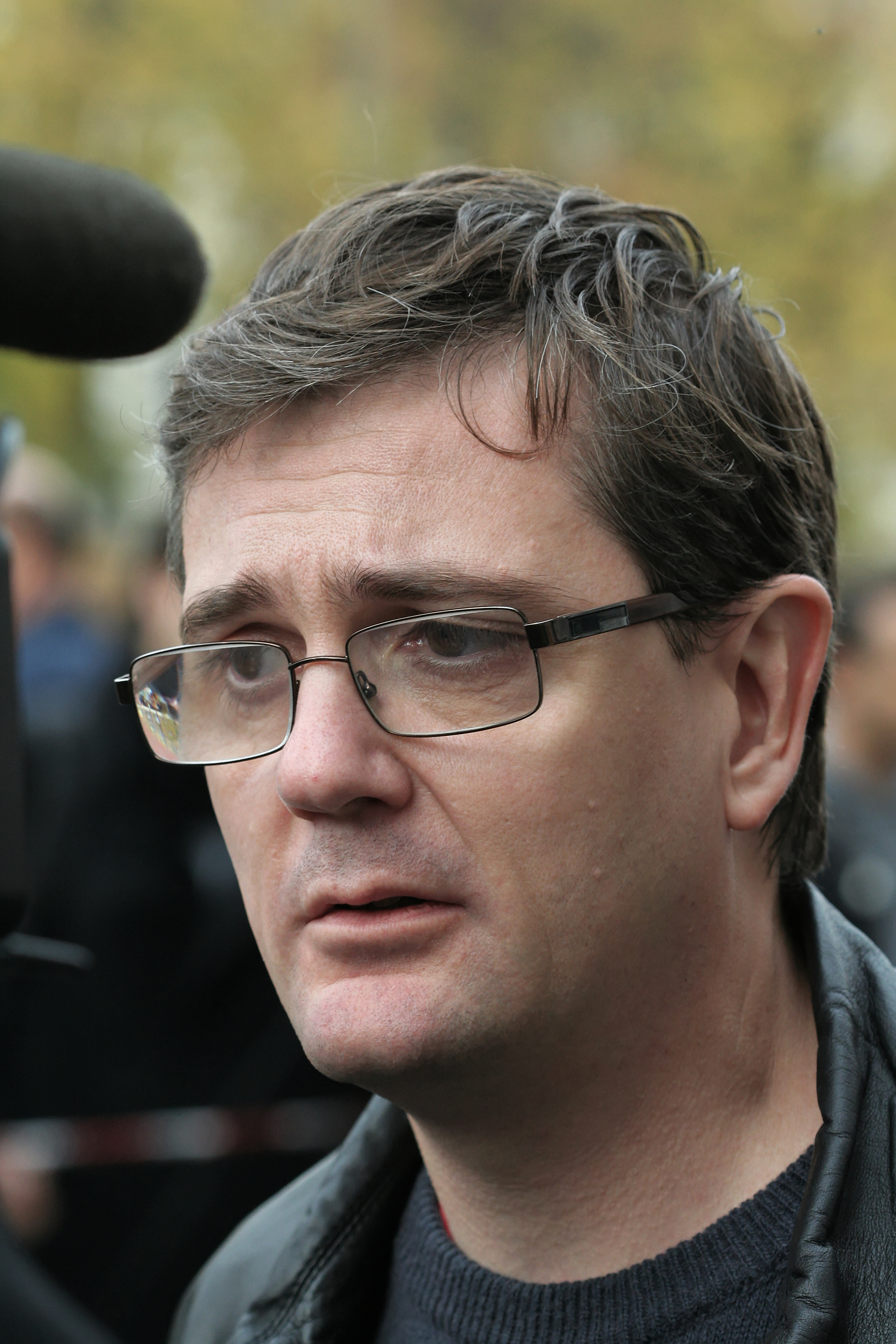
Charb
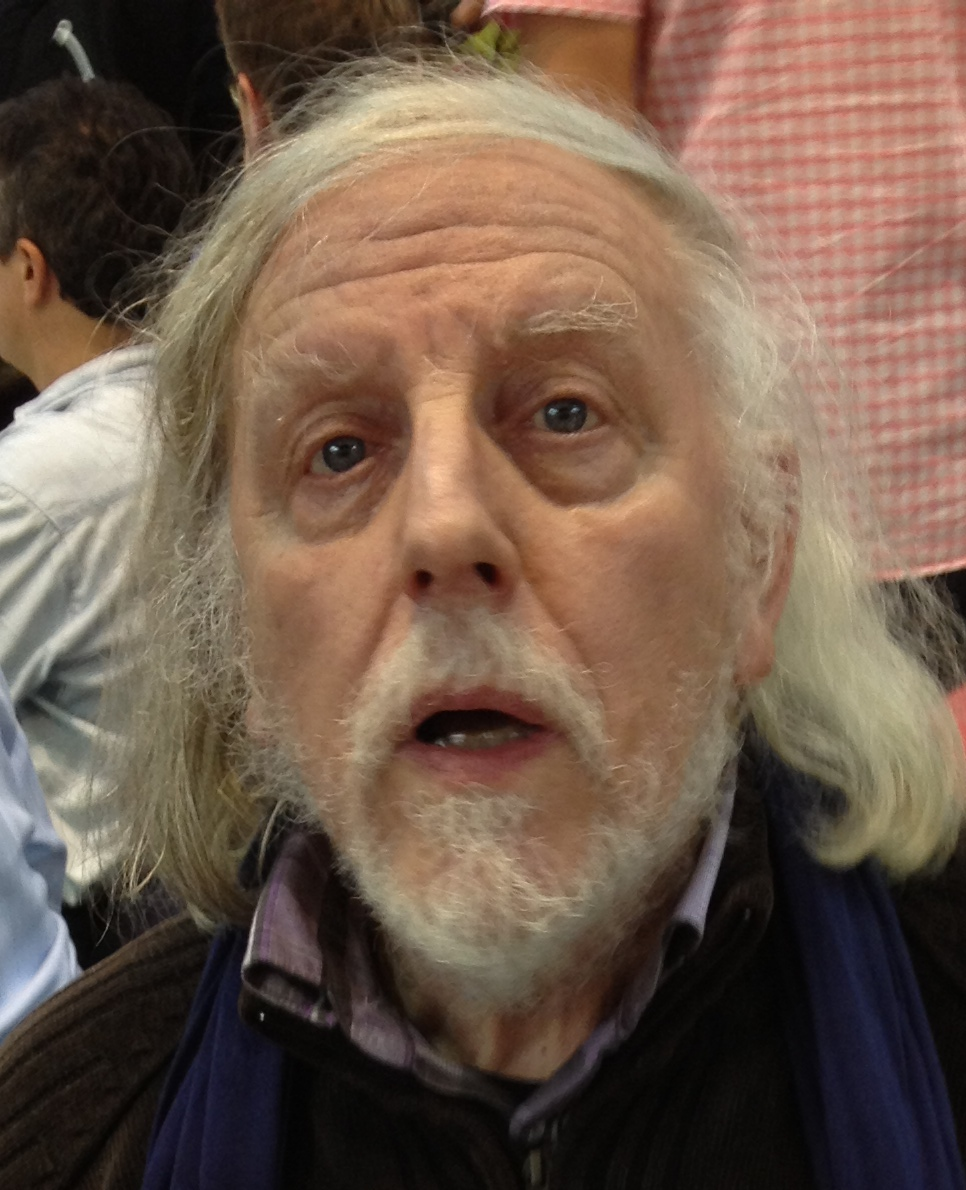
Honoré
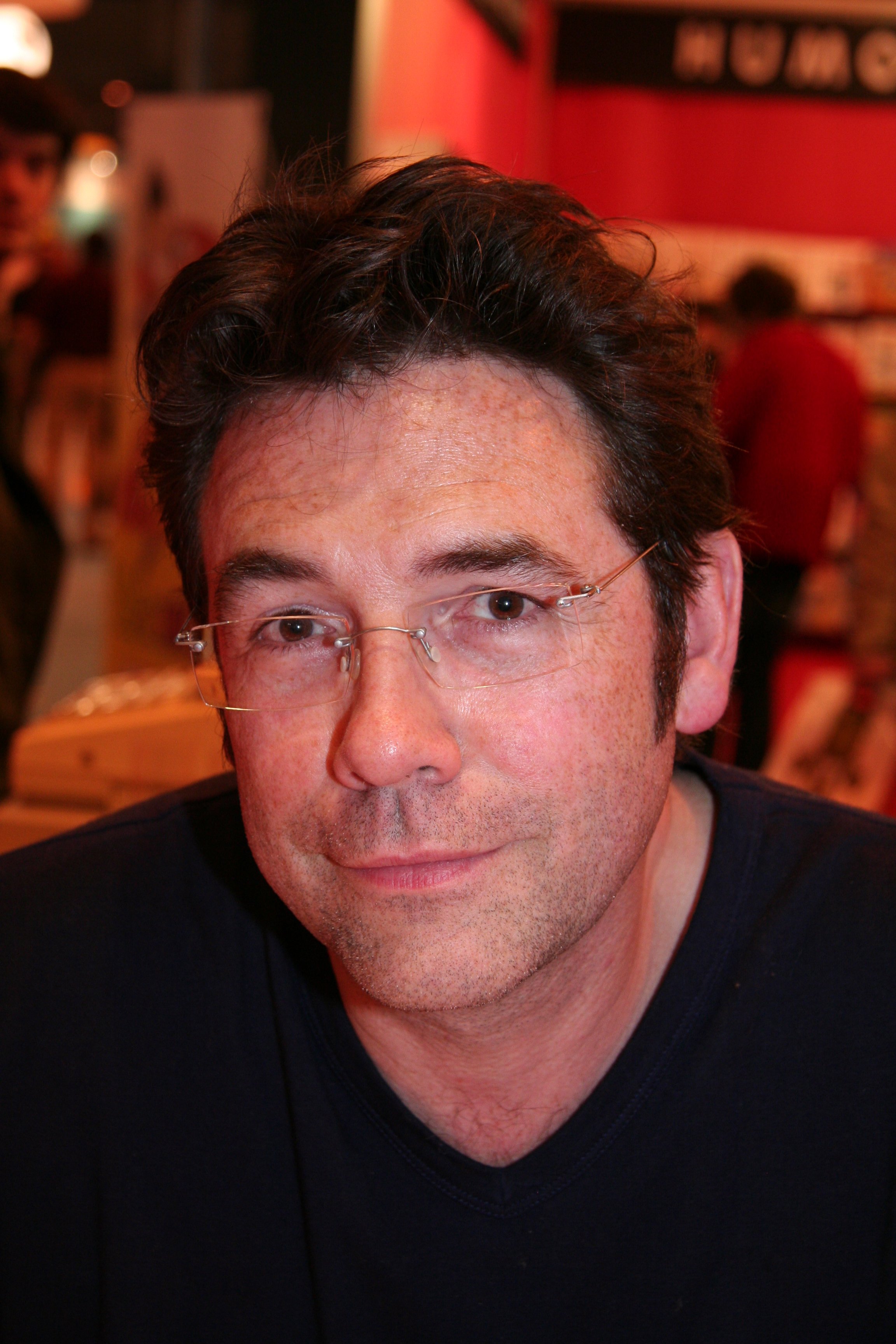
Tignous
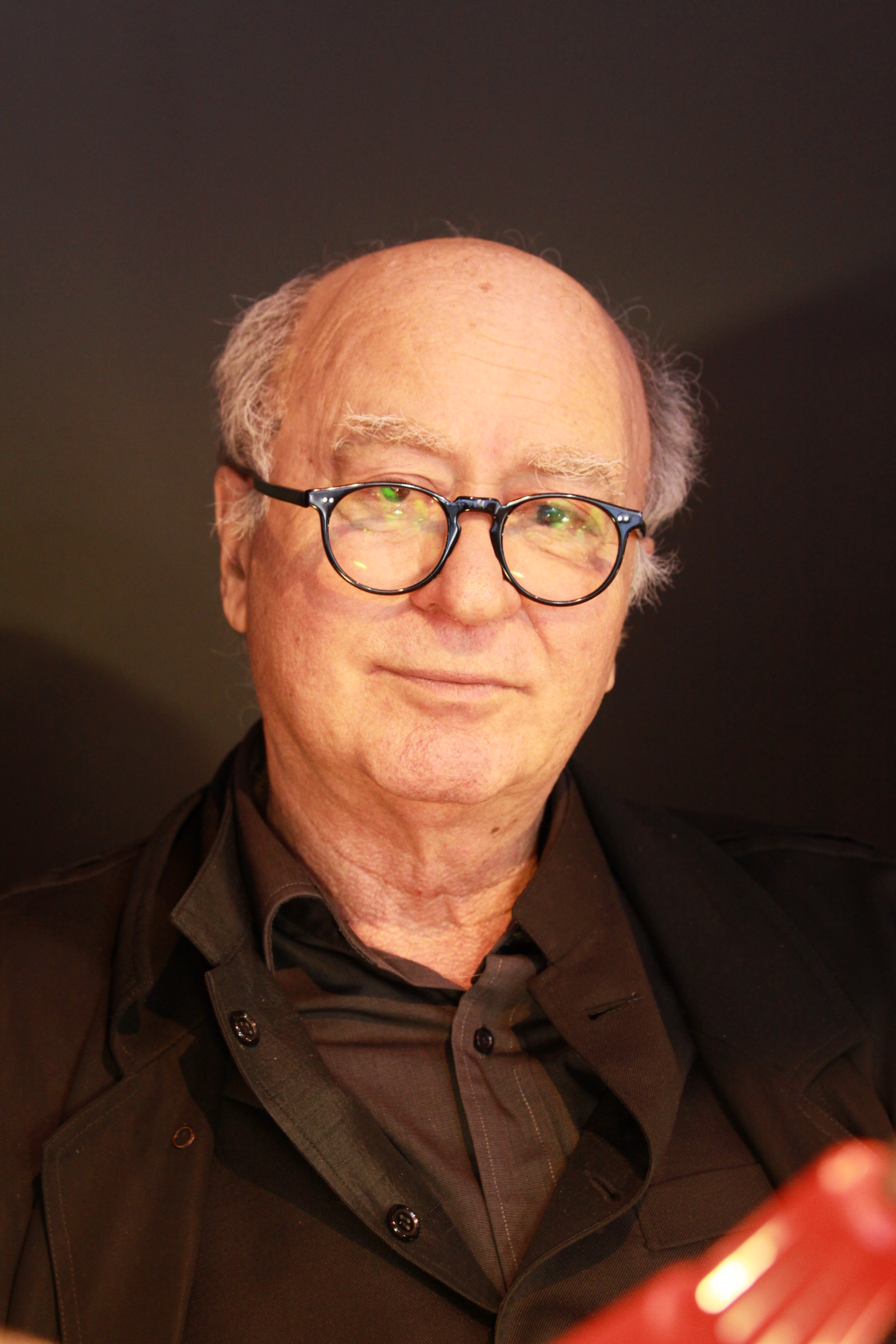
Wolinski

### Feridos
- Simon Fieschi, 31, webmaster, um tiro no ombro;[76]
- Philippe Lançon, jornalista, um tiro no rosto e em estado crítico;
- Fabrice Nicolino, 59 anos, jornalista, baleado na perna;
- Laurent "Riss" Sourisseau, 48, cartunista, um tiro no ombro;[77]
- Vários policiais não especificados.[78][79][80]

Uma mulher motorista também teve seu carro atingido por tiros enquanto os terroristas fugiam. Três pessoas na reunião (dois membros da equipe, Sigolène Vinson e Laurent Léger, e Gerard Gaillard, um convidado que acompanhava Michel Renaud) saíram ilesos. Um segundo funcionário que estava no lobby também saiu ileso.

## Responsáveis

### Irmãos Kouachi
Saïd Kouachi (7 de setembro de 1980 – 9 de janeiro de 2015) e Chérif Kouachi (29 de novembro de 1982 – 9 de janeiro de 2015) foram identificados pela polícia francesa como os principais suspeitos de serem os homens armados e mascarados que provocaram o massacre. Os cidadãos franceses e muçulmanos são dois franco-argelinos, de Gennevilliers, com idades de 34 e 32 anos, respectivamente. Seus pais eram imigrantes argelinos que vieram para a França. Os dois foram abandonados quando eram jovens, sendo que Chérif Kouachi foi criado em um orfanato em Rennes antes de se juntar ao seu irmão em Paris.
Chérif Kouachi foi preso em janeiro de 2005, aos 22 anos, quando ele e outro homem estavam prestes a partir para a Síria, em rota para o Iraque. Ele se tornou um estudante de Farid Benyettou, um pregador muçulmano radical na mesquita Addawa no 19.º arrondissement de Paris. Kouachi queria atacar alvos judeus na França, mas foi aconselhado por Benyettou de que a França, ao contrário do Iraque, não era "uma terra de jihad".
Em 2008, Chérif Kouachi foi condenado por acusações de terrorismo e condenado a três anos de prisão, além de 18 meses de suspensão, por ter auxiliado o envio de combatentes para o grupo militante islâmico Abu Musab al-Zarqawi no Iraque e fazer parte de um grupo que chamava jovens muçulmanos franceses para lutar com Abu Musab al-Zarqawi, o líder da Al-Qaeda no Iraque. Kouachi disse que foi inspirado a ajudar a insurgência iraquiana pela indignação com a tortura de presos da prisão de Abu Ghraib, que era controlada pelo governo dos Estados Unidos.

#### Após o ataque

##### Caçada humana

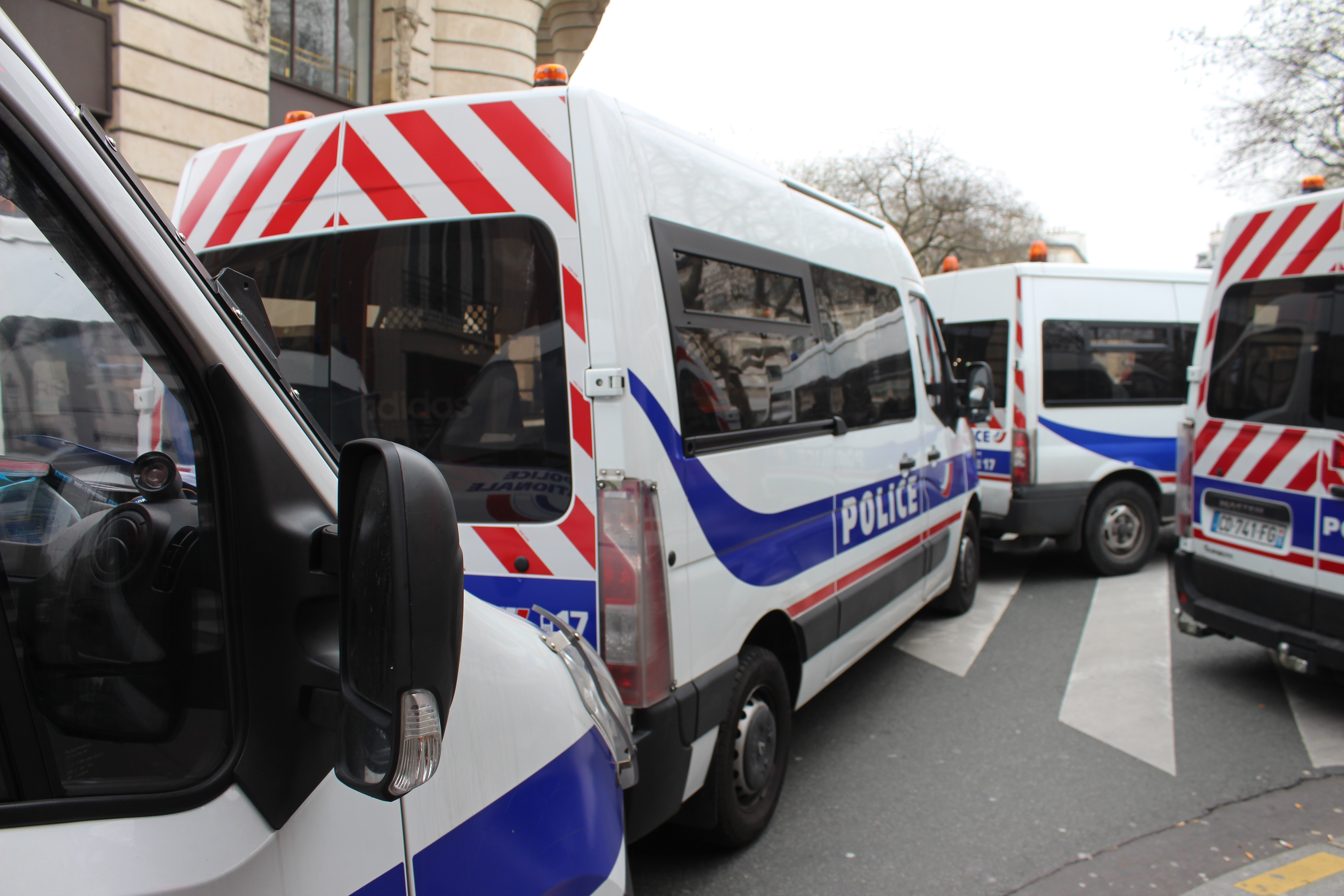
Veículos da Polícia Nacional nas imediações da rua Nicolas-Appert, 10, momentos após o ataque

Uma caçada humana começou imediatamente após o ataque, depois que um suspeito deixou a sua cédula de identidade em um carro de fuga abandonado. A polícia vasculhou apartamentos na região parisiense, em Estrasburgo e Reims. Os dois suspeitos (irmãos, identificados como Saïd Kouachi, 34 anos, e Chérif Kouachi, 32 anos) roubaram um posto de gasolina perto de Villers-Cotterêts.
No primeiro dia, houve dúvidas sobre um terceiro suspeito de 18 anos, estudante em Charleville-Mézières que entregou-se directamente à polícia após um mandato de busca passado nos meios de comunicação social. Essa confusão despoletou um linchamento mediático do jovem enquanto os seus colegas de escola juravam solenemente que o jovem estava na escola na hora do atentado.
Sete pessoas ligadas aos irmãos Kouachi, foram colocadas sob custódia. Bandeiras jihadistas e coquetéis molotov foram encontrados em um carro de fuga abandonado. As forças policias francesas procuraram os dois suspeitos entre Villers-Cotterêts e Crépy-en-Valois, visto que eles abandonaram seus carros e acreditou-se que estivessem escondidos em uma floresta perto de Longpont. Cerca de 88 mil polícias, guardas e militares com a ajuda do RAID e do GIGN, de todo o país foram mobilizados na caçada humana feita contra os irmãos foragidos Said e Chérif por toda a França.

##### Cerco em Dammartin-en-Goële
No início da manhã, em 9 de janeiro, o governo confirmou que uma troca de tiros e explosões foram ouvidas na área perto da comuna de Dammartin-en-Goële, 35 km a nordeste de Paris. Foi relatado que várias pessoas ficaram feridas e, possivelmente, uma pessoa foi morta durante o tiroteio.
Por volta das 9h30min (horário local), os irmãos Kouachi fugiram para a Création Tendance Découverte, uma empresa de produção de sinalização localizada em uma propriedade industrial em Dammartin-en-Goële. Eles mantinham um refém do sexo masculino de 26 anos de idade, que aparentemente estava inconsciente. O refém estava escondido dentro de uma caixa de papelão e mandou mensagens de texto para a polícia durante o cerco de cerca de três horas. Durante o cerco, um dos reféns, o empresário Michel Catalano, dono da empresa, esteve junto com os irmãos dentro da gráfica e lhes ofereceu café e curativos, numa tentativa de acalmá-los, distraí-los e impedir que descobrissem uma de suas funcionárias, Lilian Lepere, também escondida no local. Antes do confronto dos irmãos com a polícia, ele foi libertado pelos dois.
Dada a proximidade (10 km) do cerco ao Aeroporto Charles de Gaulle, duas de suas pistas de pouso foram fechadas. O Ministro do Interior, Bernard Cazeneuve, convocou uma operação policial para neutralizar os agressores. No entanto, um porta-voz do ministério anunciou que a instituição desejava primeiro "estabelecer um diálogo" com os suspeitos. Funcionários do ministério estabeleceram contato com os suspeitos e negociaram uma evacuação segura de uma escola a 500 metros do cerco.
O cerco durou entre oito e nove horas e pelo menos três explosões aconteceram no prédio por volta das 4h30min. Logo depois, mais tiros foram ouvidos. O cerco mais tarde chegou ao fim quando os irmãos Kouachi foram mortos a tiros. Um oficial de segurança francês confirmou que os dois irmãos se expuseram ao tiroteio e acabaram mortos. O refém foi resgatado ileso.

### Outros suspeitos
Um jovem francês de 18 anos de idade, desempregado, muçulmano, de ascendência do Norte da África e de nacionalidade desconhecida foi identificado pela polícia como um terceiro suspeito no tiroteio, acusado de dirigir o carro de fuga usado pelos terroristas. Acredita-se ter vivido recentemente, em Charleville-Mézières, a cerca de 200 quilômetros a nordeste de Paris, perto da fronteira da França com a Bélgica.
Em 8 de janeiro, foi relatado que ele havia se entregado em uma delegacia Charleville-Mézières. O homem disse que estava na sala de aula no momento do massacre. Seu envolvimento no ataque é questionável, visto que todos os seus colegas testemunharam que ele estava presente na escola durante o ataque. A polícia diz que ele não está a ser acusado.

## Consequências

Capa do Charlie Hebdo após o massacre de 7 de janeiro

### França
Os sobreviventes da equipe do Charlie Hebdo anunciaram que a publicação vai continuar, sendo que a próxima edição semanal do jornal será publicada como de costume. Com oito páginas, teve metade do seu tamanho normal.
A edição do Charlie Hebdo após o massacre teve uma tiragem de 7 milhões de cópias traduzidas para seis idiomas, em comparação com as habituais 60 mil cópias semanais. A capa mostra Maomé chorando e segurando um cartaz onde está escrito "Je suis Charlie" e é subtitulada com a frase "Tudo está perdoado" (em francês:  Tout est pardonné). Essa edição especial do Charlie Hebdo foi também vendida fora da França.
O Fundo para a Inovação Digital doou 250 mil euros para apoiar a revista neste momento. O Guardian Media Group anunciou uma doação separada de 100 mil libras esterlinas para a mesma causa.
Na noite de 8 de janeiro, o comissário de polícia Helric Fredou, que estava investigando o ataque, cometeu suicídio em seu escritório em Limoges, logo após reunir-se com a família de uma das vítimas, enquanto ele estava a preparar o seu relatório. Ele estava sofrendo de depressão e síndrome de burnout. Também houve ataques de represália contra duas mesquitas e um restaurante afiliado a outra mesquita na França.

### Segurança
Após o ataque, a França aumentou o seu alerta de terrorismo ao seu mais alto nível e colocou soldados nas ruas de Paris, nos sistema de transportes públicos, em sedes de empresas de mídia, locais de culto e na Torre Eiffel.
O Ministério do Exterior britânico alertou aos seus cidadãos sobre viagens a Paris. O Departamento de Polícia de Nova York ordenou medidas extras de segurança para os escritórios do Consulado Geral da França em Nova York, em Upper East Side, Manhattan.
Na Dinamarca, que foi o centro de uma polêmica sobre caricaturas de Maomé em 2005, a segurança foi reforçada em todos os meios de comunicação.
Horas depois do tiroteio, o Ministro do Interior da Espanha, Jorge Fernández Díaz, disse que o nível de segurança antiterrorista do país foi atualizado e que o país compartilhava informações com a França em relação aos ataques. A Espanha aumentou a segurança em torno de locais públicos, como estações ferroviárias e aumentou a presença da polícia nas ruas de todas as cidades do país.
O British Transport Police confirmou em 8 de janeiro que iria estabelecer novas patrulhas armadas em torno da estação ferroviária St Pancras International, em Londres, seguindo relatos de que suspeitos estavam se movendo para o norte por estações Eurostar. Eles confirmaram que patrulhas adicionais foram criadas para tranquilizar a população e que não houve relatos credíveis ainda dos suspeitos caminhando para St Pancras.

### Manifestações públicas
Várias manifestações foram realizadas contra o massacre na Place de la République, em Paris, bem como outras cidades da França, como Toulouse, de Nice, Lyon, Marselha e Rennes. Estes encontros levaram que o dia 8 de janeiro fosse declarado como um dia oficial de luto pelo presidente francês, François Hollande.
Os defensores da liberdade de expressão usam o slogan "Je suis Charlie" (francês para "Eu sou Charlie") contra a chacina. A declaração identifica quem a pronuncia com aqueles que morreram no massacre do Charlie Hebdo, e por extensão, é um protesto pela liberdade de expressão e resistência às ameaças armadas. Foi usada a hashtag #jesuischarlie no Twitter, como impresso ou cartazes feitos à mão e exibido em celulares durante as vigílias e em muitos sites, especialmente sites de mídia, tais como o do Le Monde. Je suis Charlie rapidamente se tornou um dos trending topics do Twitter no mundo após o ataque. A embaixada dos Estados Unidos em Paris mudou sua foto de perfil no Twitter para uma imagem com a frase "Je suis Charlie".
Não muito tempo depois do ataque, estima-se que cerca de 35 000 pessoas se reuniram em Paris segurando placas com os dizeres "Je suis Charlie" para condenar o ataque, protestar contra o terrorismo e incentivar a liberdade de expressão. Cerca de 15 mil pessoas também se reuniram em Lyon e Rennes. Outras 10 mil pessoas reuniram-se em Nice e Toulouse; 7 000 em Marselha e 5 000 em Nantes, Grenoble e Bordeaux. Milhares também se reuniram em Nantes na Place Royale.
Manifestações similares e vigílias se espalharam para outras cidades fora da França, como Amsterdã, Bruxelas, Barcelona, Berlim, Copenhague, Londres e Washington, DC. Cerca de dois mil manifestantes se reuniram na Trafalgar Square, em Londres, e cantaram o Hino Nacional da França. Em Bruxelas, duas vigílias foram realizadas até agora, uma imediatamente ao lado do consulado francês da cidade e um segundo na Place du Luxembourg. Muitas bandeiras ao redor da cidade estavam a meio-mastro em 8 de janeiro.
No outro lado do Atlântico, uma multidão se reuniu na quarta-feira à noite na Union Square, em Manhattan, Nova York. O embaixador francês nas Nações Unidas, Francois Delattre, estava presente no meio da multidão em Manhattan que acendia velas, segurava cartazes e cantava o hino nacional francês. Várias centenas de pessoas também manisfestaram-se do lado de fora do consulado francês em São Francisco, Califórnia, com cartazes "Je suis Charlie" para demonstrar solidariedade aos franceses. Na noite de 7 de janeiro, mais vigílias e encontros foram realizados no Canadá para mostrar o apoio para a França e condenar o terrorismo. Muitas cidades tiveram notáveis manifestações, como Calgary, Montreal, Ottawa e Toronto. Em Calgary, havia um forte sentimento antiterrorismo. "Somos contra o terrorismo e quero mostrar-lhes que eles não vão ganhar a batalha. É tudo horrível o que aconteceu, mas eles não vão ganhar", comentou um manifestante. "Não é só contra os jornalistas franceses ou os franceses, é contra a liberdade. Todos, em todo o mundo, estão preocupados com o que está acontecendo".

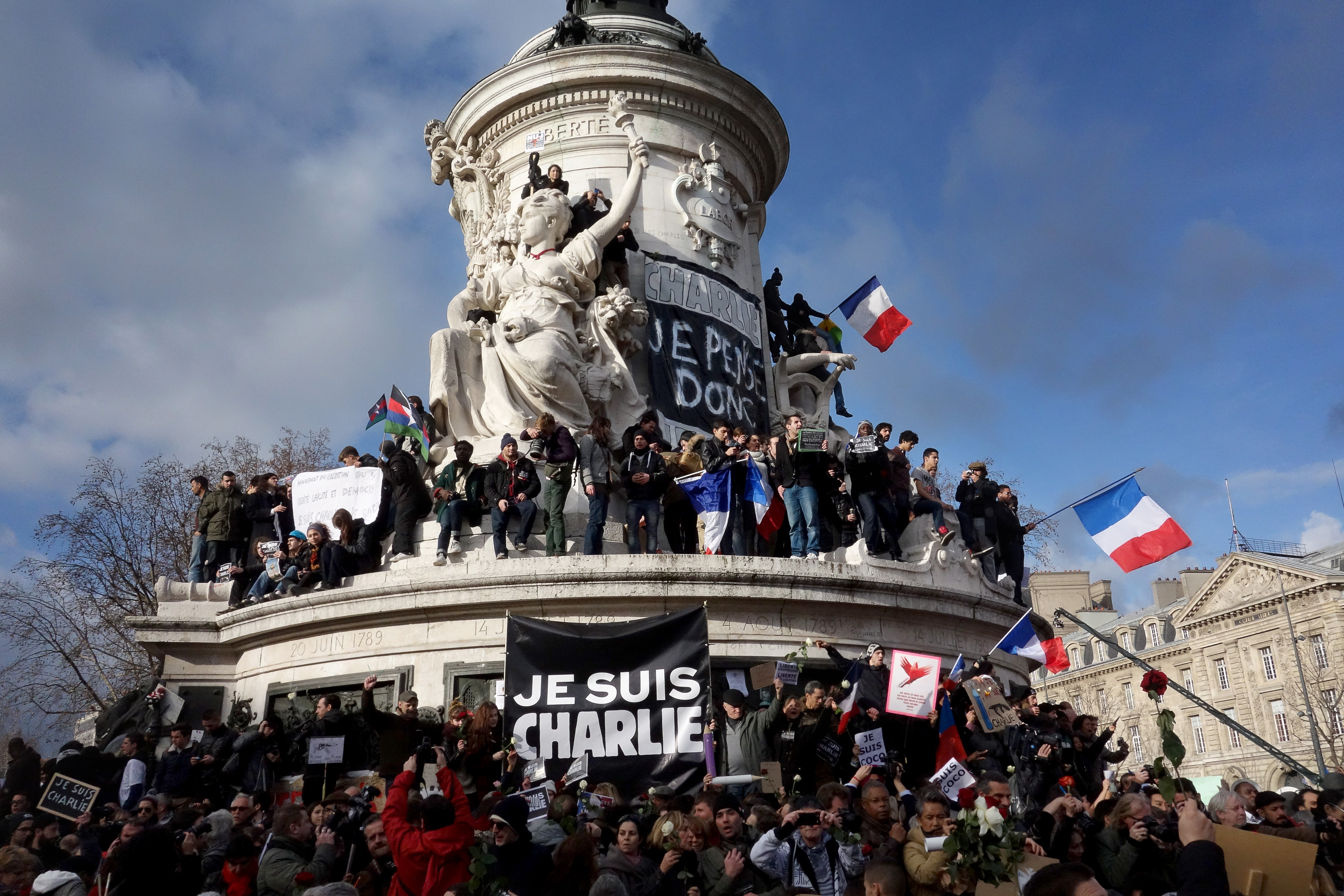
Marcha de 11 de janeiro

Cerca de 700 mil pessoas caminharam em protesto na França em 10 de janeiro, com grandes marchas sendo realizada em Toulouse (com a participação de 100 000), Marselha (45 000), Lille (35-40,000), Nice (23-30 000), Pau (80 000), Nantes (75 000), Orléans (22 000) e Caen (6 000).
No domingo, 11 de janeiro, o presidente Hollande e líderes de muitos outros países reuniram-se em Paris para prestar solidariedade. Nas ruas, a "Marcha pela República" foi organizada para mostrar a unidade do povo francês após três dias de ataques terroristas que deixaram 17 mortos na capital do país. A partir de 15h00min CET (14h00min UTC), mais de um milhão de pessoas marcharam da Place de la République à Place de la Nation. Os chefes-de-estado e de governo e representantes do corpo diplomático acreditado na França, no entanto, participaram apenas simbolicamente, longe da multidão, posicionados para fotografias e filmagens numa rua isolada de Paris isolada pela polícia e cercados por assessores e seguranças, apesar da divulgação de imagens e textos pela imprensa que davam um entendimento diferente à sua participação no ato.
No mesmo dia, houve também grandes marchas em muitas outras vilas e cidades francesas — cerca de três milhões de manifestantes em toda a França — e manifestações e vigílias em muitas outras cidades ao redor do mundo.

## Ataques relacionados em 8 e 9 de janeiro

### Tiros em Montrouge
Em 8 de janeiro, um homem chamado Amedy Coulibaly, de 32 anos, atirou e matou a policial Clarissa Jean-Philippe no cruzamento das avenidas Pierre Brossolette e la Paix, em Montrouge, um subúrbio a sul de Paris. Um varredor de rua também foi gravemente ferido no ataque. Fontes da imprensa afirmaram que Coulibaly era do mesmo grupo jihadista dos atiradores que executaram o ataque ao Charlie Hebdo e a polícia francesa disse que há uma conexão entre os incidentes.

### Cerco em Porte de Vincennes
No dia 9 de janeiro, Amedy Coulibaly atacou um supermercado kasher da rede Hypercacher, no bairro de Porte de Vincennes, no 12.º arrondissement de Paris. Ele fez várias pessoas reféns e matou quatro das vítimas. Ele tinha uma cúmplice, Hayat Boumeddiene, que acredita-se ser esposa de Coulibaly. Mais tarde, foi confirmado que Coulibaly era o atirador em Montrouge. Ele estava armado com dois rifles Kalashnikov quando entrou na loja. Uma testemunha afirmou: "As pessoas estavam comprando coisas quando um homem entrou com um rifle e começou a atirar em todas as direções. Eu corri para fora. O tiroteio continuou por alguns segundos".
O The Guardian informou que entrevistou Coulibaly durante o cerco ao supermercado, sendo que ele alegou que "cometeu esses atos para defender os 'muçulmanos oprimidos", principalmente na Palestina, e que escolheu como alvo uma mercearia kosher porque ele queria atingir judeus".
Foi noticiado que Coulibaly comunicou-se com os irmãos Kouachi durante o cerco e que disse à polícia que iria matar os reféns se os irmãos fossem prejudicados. A polícia então invadiu o supermercado e matou Coulibaly a tiros. Um total de quinze reféns foram resgatados. Várias pessoas, incluindo dois policiais, ficaram feridos durante o incidente.

### Responsáveis
Amedy Coulibaly (1982 – 9 janeiro de 2015) foi identificado como o principal suspeito dos tiros de Montrouge e do cerco de Porte de Vincennes (veja abaixo). Ele nasceu em Juvisy-sur-Orge, um subúrbio de Paris. Aos 17 anos de idade, ele foi condenado várias vezes por roubo e pelo menos uma vez por tráfico de drogas. Um relatório de um perito psiquiatra preparado para um tribunal parisiense verificou que Coulibaly tinha uma "personalidade imatura e psicopata" e "pobres poderes de introspecção".
Coulibaly conheceu Chérif Kouachi na prisão enquanto cumpria sua sentença por um assalto à mão armada que ocorreu em 2005. Acredita-se que tenha se convertido ao islamismo radical na mesma época que Chérif. Algum tempo depois de cumprir sua sentença de 2005, ele se casou com Hayat Boumeddiene em uma cerimônia religiosa, ao contrário de uma cerimônia civil, que é o único método de casamento legalmente aceito pela França. Em 15 de julho de 2009, ele esteve envolvido em uma campanha governamental pela promoção do emprego dos jovens, quando Coulibaly, juntamente com cerca de 500 outras pessoas, reuniram-se com o então presidente francês, Nicolas Sarkozy.
Dez meses depois de seu encontro com Sarkozy, a polícia revistou seu apartamento e encontrou 240 cartuchos de 7,62 mm de munição de rifles. Coulibaly alegou que estava planejando vender a munição na rua. Uma fonte antiga afirmou que Coulibaly "era amigo de ambos" os irmãos Kouachi. Acredita-se que Coulibaly se radicalizou ao conhecer um pregador islâmico em Paris e manifestou o desejo de lutar no Iraque ou na Síria.
Hayat Boumeddiene, a mulher de 26 anos de Coulibaly, foi identificada como sua possível cúmplice e companheira desde 2010. Ela disse ter o auxiliado durante o cerco Porte de Vincennes, embora o grau de envolvimento de Boumeddiene seja desconhecido. Ela é descrita como "armada e extremamente perigosa" e ainda está foragida. A polícia francesa porém acreditava que ela já estivesse fora do país, na Síria, desde antes dos atentados; o fato foi confirmado dias depois pelo ministro das Relações Exteriores da Turquia, Mevlut Cavusoglu, que informou que Boumeddiene chegou à Istambul em 2 de janeiro e cruzou a fronteira terrestre com a Síria no dia 8, um dia após o atentado ao jornal.

## Repercussão

### Nacional
- França: O presidente François Hollande disse que o atentado terrorista foi um ato de barbárie, e que os culpados serão caçados o quanto for necessário e que "a nossa melhor arma é a nossa unidade".[175] Para Nicolas Sarkozy, o acontecimento é uma tragédia nacional.[176] François Bayrou fala em ato de guerra terrorista[177] e Jean-Luc Mélenchon disse que o ato foi um assassinato político.[178]

### Internacional
- África do Sul: O presidente Jacob Zuma disse que "o governo sul-africano junta-se à comunidade internacional para condenar o ataque terrorista calculado e bárbaro contra jornalistas e o povo de Paris, na França." Ele também acrescentou que "ataques deliberados contra jornalistas e a população são contrários ao direito internacional e constituem um crime contra a humanidade" e que "a África do Sul […] continuará a apoiar os esforços regionais e internacionais para enfrentar o flagelo do terrorismo em todas as suas formas".[179]
- Alemanha: A chanceler alemã, Angela Merkel, disse que o tiroteio não foi um ataque apenas contra cidadãos franceses, mas contra a liberdade de imprensa e de expressão. Ela afirmou que a Alemanha apoia a França neste momento difícil. "Um ataque que ninguém pode justificar contra a liberdade de imprensa e de opinião, um fundamento de nossa cultura livre e democrática", afirmou em um comunicado.[180]
- Brasil: A presidente Dilma Rousseff divulgou condolências aos familiares das vítimas, dizendo via Twitter estar "indignada" com o sangrento e intolerável atentado contra a sede do jornal ‘Charlie Hebdo’.[181] Ela acrescenta, dizendo que foi com profundo pesar ter conhecimento sobre o "terrorista e sangrento" ataque.[182] Além de expressar solidariedade ao Presidente Hollande e ao povo francês sobre o ato, a presidente afirma que, pela lastimáveis perdas humanas, ocorreu um inaceitável ataque a um valor fundamental das sociedades democráticas.[183]
- Canadá: O primeiro-ministro Stephen Harper descreveu o ataque como um ato de violência bárbara e ainda acrescentou que "o Canadá e seus aliados não vão se intimidar e continuarão a manter-se firmes em conjunto contra os terroristas, que ameaçam a paz, a liberdade e a democracia, valores tão caros aos nossos países. Os canadenses estão com a França neste dia escuro".[184]
- Dinamarca: A primeira-ministra dinamarquesa, Helle Thorning-Schmidt, também condenou o ataque. “A sociedade francesa, como a nossa, é aberta, democrática e se baseia em uma imprensa livre e crítica. São valores enraizados em todos nós que precisam ser protegidos”.[180]
- Egito: O ministro das Relações Exteriores egípcio, Sameh Shoukry, mostrou sua "enérgica" condenação ao atentado. Segundo um comunicado oficial, Shoukry expressou a solidariedade do país com a França e seu apoio na luta antiterrorista. "O terrorismo é um fenômeno internacional cujo alvo é a segurança e a estabilidade no mundo", escreveu. Ele pediu ainda que sejam unificados os esforços internacionais para acabar com ele e expressou condolências do Egito às famílias das vítimas.[180]
- Emirados Árabes Unidos: O Ministério dos Negócios Estrangeiros condenou veementemente o ataque terrorista hediondo ao escritório do semanário francês Charlie Hebdo em Paris, em que dezenas de civis inocentes desarmados foram mortos e feridos. Em um comunicado, sublinhou a solidariedade dos Emirados Árabes Unidos com o governo e o povo da França neste momento crítico e manifestou a sua condenação ao terrorismo em todas as suas formas e manifestações, por um fenômeno que tem como alvo a segurança e a estabilidade internacional.[185]
- Espanha: O governo classificou como "vil e covarde" o ataque terrorista contra a sede do jornal. O presidente do governo espanhol, Mariano Rajoy, condenou o atentado em sua conta no Twitter e expressou solidariedade ao povo francês: "Minha firme condenação ao atentado terrorista em Paris, e minhas condolências e solidariedade ao povo francês pelas vítimas. Espanha com a França', escreveu Rajoy na rede social.[180]
- Estados Unidos: O presidente dos Estados Unidos, Barack Obama, condenou o atentado terrorista ao jornal Charlie Hebdo. Em nota, a Casa Branca afirmou estar pronta para colaborar com as autoridades francesas, na investigação dos fatos, para chegar aos culpados. Josh Earnest, porta-voz da Casa Branca, considerou o atentado como um ato de violência e pontuou sobre a consciência dos Estados Unidos de que o grupo terrorista islâmico, Estado Islâmico (EI) tem intenção de recrutar estrangeiros para lançarem ataques em seus próprios países.[186]
- Índia: O presidente Pranab Mukherjee condenou o ataque terrorista e disse: "O terror e a violência não têm lugar em qualquer canto do mundo. A comunidade mundial deve se unir para acabar com o terror em todos os países e sociedades." O primeiro-ministro Narendra Modi ofereceu condolências extras, ao dizer: "Nossa solidariedade com o povo de França. Meus pensamentos estão com as famílias daqueles que perderam suas vidas."[187]
- Irão: O porta-voz iraniano do Ministério das Relações Exteriores, Marzieh Afkham, condenou o ataque e disse que "qualquer ação terrorista contra seres humanos inocentes é contra os ensinamentos do islamismo".[188] Mas Afkham também disse que "fazer uso da liberdade de expressão … para humilhar as religiões monoteístas e os seus valores e símbolos é inaceitável".[189]
- Israel: O primeiro-ministro de Israel, Benjamin Netanyahu, classificou o ataque terrorista na França como um atentado à cultura da liberdade. Netanyahu disse que: "O objetivo do terrorismo não é chegar a um acordo político (…), mas destruir a cultura da liberdade, que é a base das sociedades modernas". O primeiro-ministro ainda clamou pela união geral contra o terrorismo.[190]
- Itália: O chefe do governo italiano, Matteo Renzi, escreveu no Twitter: “horror e consternação pelo massacre de Paris, proximidade total com o presidente francês François Hollande neste momento terrível, a violência sempre perderá para a liberdade”.[180]
- Japão: Em uma mensagem de condolências entregue ao presidente da França, François Hollande no dia seguinte à tragédia, o primeiro-ministro Shinzo Abe condenou o ataque e salientou a importância da solidariedade do Japão com a França.[191]
- Jordânia: "Este ato terrorista contra o jornal 'Charlie Hebdo' representa um ataque contra os princípios e valores nobres", destacou o ministro de Estado para Assuntos de Meios de Comunicação, Mohammed Momani. "A Jordânia expressa novamente sua solidariedade com o país amigo francês para lutar contra todas as formas de terrorismo e estende suas sentidas condolências ao povo francês", acrescentou.[180]
- Malásia: Em um comunicado emitido pelo Ministério das Relações Exteriores, o governo da Malásia condenou o ataque, dizendo: "Nada justifica o fim de vidas inocentes. A Malásia está unida com as famílias das vítimas, o governo da França e o povo francês." O primeiro-ministro Najib Razak condenou nos termos mais fortes todos os atos de violência e expressou sua determinação de lutar contra o extremismo.[192]
- México: A Secretaria do México dos Negócios Estrangeiros, sob o comando de José Antonio Meade Kuribreña, condenou o ataque e afirmou que o México rejeita todas as formas e manifestações de terrorismo. Ele ofereceu suas condolências ao governo francês e aos seus cidadãos, bem como para as famílias das vítimas.[193]
- Portugal: O presidente e o primeiro-ministro de Portugal, Cavaco Silva e Passos Coelho respectivamente dizem que este foi um ataque contra os valores europeus e democráticos. O Presidente e o primeiro-ministro condenaram o atentado e enviaram mensagens de solidariedade às autoridades francesas.[194]
- Reino Unido: O primeiro-ministro David Cameron disse à Câmara dos Comuns que "esta casa e este país estão unidos ao povo francês em nossa oposição a todas as formas de terrorismo e nós apoiamos sinceramente a liberdade de expressão e a democracia. Essas pessoas nunca serão capazes de nos tirar esses valores."[195] O vice-primeiro-ministro Nick Clegg disse que: "Não pode haver nenhuma desculpa, nenhuma razão, nenhuma explicação. Eles mataram cartunistas que não fizeram nada mais do que desenhar desenhos que eles aconteceram achar ofensivo no final do dia, em uma sociedade livre as pessoas têm que ser livres para ofender o outro. Você não pode ter liberdade, a menos que as pessoas são livres de ofender".[196] A rainha Elizabeth II também enviou "sinceras condolências".[197]
- China: O presidente Xi Jinping na quinta-feira, enviou uma mensagem de condolências ao seu homólogo francês, François Hollande, falou sobre o ataque terrorista no dia anterior em Paris e condenou energicamente os atentados. Na mensagem, Xi expressou profundo pesar pela perda de vidas e estendeu sinceras condolências aos feridos e às famílias dos mortos. "O terrorismo é um inimigo comum de toda a humanidade e uma ameaça comum a toda a comunidade internacional, incluindo a China e a França. O governo chinês opõe-se firmemente a todas as formas de terrorismo e está pronto para trabalhar com a França e outros países para aumentar a segurança em cooperações contraterrorismo, de modo a salvaguardar a paz mundial e proteger as pessoas de todos os países do mundo."[198]
- Rússia: O presidente Vladimir Putin disse: "Nós decisivamente condenamos este crime cínico. Reafirmamos a nossa disponibilidade a continuar a cooperação ativa no combate à ameaça do terrorismo."[199]
- Turquia: O ministro das Relações Exteriores da Turquia, Mevlüt Cavusoglu, também condenou o ataque. "Somos contra o terrorismo, venha de onde venha e tenha a causa que tenha". Já o o ministro turco de Cultura, Ömer Çelik, assegurou que o ocorrido em Paris é "um ataque contra inocentes" e "um ataque contra toda a humanidade".[180]
- Vaticano: O Vaticano, sede da Igreja Católica, considerou abominável o atentado em Paris. O porta-voz da Santa Sé, Padre Ciro Benedettini, disse que a ação "é um duplo ato de violência, porque ao mesmo tempo que ataca as pessoas, também ataca a liberdade de imprensa". O sacerdote disse ainda que o Papa Francisco deve enviar uma mensagem especial ao arcebispo de Paris ainda nesta quarta.[180]

### Organizações supranacionais
- União Europeia – A liderança da União Europeia condenou o ataque e expressou a sua solidariedade para com a França. O recém-nomeado presidente do Conselho Europeu, Donald Tusk, expressou seu choque com o tiroteio e disse: "A União Europeia está ao lado de França após este ato terrível. É um ataque brutal contra os nossos valores fundamentais e contra a liberdade de expressão, um dos pilares da nossa democracia. A luta contra o terrorismo em todas as suas formas deve continuar inabalável."[200]
- Francofonia – Michaelle Jean, a secretária-geral da Organização Internacional da Francofonia, chamou os assassinatos de "um ataque frontal" contra a liberdade de expressão.[201]
- Organização para a Cooperação Islâmica – A Organização de Cooperação Islâmica condenou o ataque, dizendo que o ato vai contra os princípios e valores do islamismo.[202]
- Nações Unidas – O secretário-geral Ban Ki-moon expressou sua indignação com o massacre, que ele classificou de "desprezível" e descreveu como um "crime hediondo, injustificável e de sangue-frio".[200]

### Islâmica
O Conselho Francês do Culto Muçulmano e o Conselho Muçulmano da Grã-Bretanha manifestaram-se contra o ataque, ao classificar o acontecido como uma "brutalidade e selvageria." A União das Organizações Islâmicas da França divulgou um comunicado condenando o massacre, ao afirmar que aqueles que estão por trás do ataque "venderam sua alma para o inferno".
O vice-presidente da Comunidade Ahmadi nos Estados Unidos também condenou o ataque, dizendo que "os culpados por trás esta atrocidade violaram toda a doutrina islâmica de compaixão, justiça e paz."
A Liga dos Estados Árabes lançou uma condenação coletiva ao atentado. A Universidade Al-Azhar, também divulgou um comunicado de denúncia, que a violência nunca foi adequada, independentemente do "crime cometido contra sentimentos muçulmanos sagrados".
No entanto, grupos terroristas islâmicos celebraram o ataque. O Estado Islâmico (ISIS) comemorou o atentado, chamando seus autores de "heróis" por "vingarem o profeta Maomé", numa transmissão através da rádio al-Bayan, emissora oficial do EI. A Al-Qaeda, através de seu braço na África do Norte, também comemorou o atentado em Paris, lembrando que Osama Bin Laden, fundador do grupo radical, já havia desafiado aqueles que "satirizaram o profeta".
Também em Kandahar, no sul do Afeganistão, centenas de manifestantes saíram à ruas para apoiar os atentados, chamando seus autores de "heróis" por terem "punido" os jornalistas do Charlie Hebdo pelos "desrespeitos constantes com o profeta do Islã" e criticando o presidente do país, Ashraf Ghani, por ter condenado os ataques. A manifestação foi realizada após religiosos deixarem as orações em uma mesquita local.
Em algumas escolas de França, o minuto de silêncio em homenagem às vítimas por vezes correu mal. O jornal Le Figaro relata que, numa escola primária de Seine-Saint-Denis, nada menos que 80 por cento dos alunos de uma turma recusaram este minuto de silêncio. Em Lille, durante o minuto de silêncio, um aluno ameaçou o professor: "Mato-te com uma Kalaschnikov!". Numa escola de Grenoble, uma aluna explicou: "Senhora", disse ela, "não vamos ser insultados por um desenho do Profeta, é normal que nos vinguemos. É mais do que um escárnio, é um insulto!"  Ao seu lado, uma das suas amigas, também muçulmana, apoiou as suas palavras. Ao todo, verificaram-se nas escolas francesas cerca de 200 incidentes, sendo 40 comunicados à polícia.
Manuel Valls, falando contra estas reacções durante os minutos de silêncio, afirma: "O que lemos na Internet, a atitude, embora minoritária, de alguns alunos, mostra que o mal é mais profundo. Devemos olhar com lucidez para o que está a acontecer: a ascensão do comunitarismo, a rejeição dos valores da República, a rejeição do secularismo. Todos devem assumir a responsabilidade, cada cidadão está envolvido".

## Julgamento de envolvidos em 2020
Em 2 de Setembro de 2020, começou o julgamento de catorze suspeitos de envolvimento no ataque ao Charlie Hebdo e ao supermercado kosher Hyper Cacher. Coincidindo com o início do julgamento o Charlie Hebdo voltou a publicar, na sua primeira página, as caricaturas de Maomé, com a frase: "Tout ça pour ça" ("Tudo isso por isto").
Em 16 de Dezembro de 2020, a justiça francesa condenou todos os catorze acusados do ataque ao Charlie Hebdo com penas que vão dos quatro anos de prisão até à prisão perpétua. Foram julgados 13 homens e uma mulher, acusados de serem cúmplices dos três terroristas que realizaram os ataques em Paris. Três réus (dois deles alvo das penas mais graves) foram julgados à revelia.